# 灵厄瓦尔德
灵厄瓦尔德（荷蘭語：Lingewaard，荷蘭語發音：[ˌlɪŋəˈʋaːrt] ⓘ）是荷兰海尔德兰省的一個市镇，位於荷蘭東部。灵厄瓦尔德設立於2001年，由三個村莊合併而成。

## 外部連結
- 维基共享资源上的相關多媒體資源：灵厄瓦尔德
- 官方网站